# Pherotesia abjecta
Pherotesia abjecta là một loài bướm đêm trong họ Geometridae.